# Équipe cycliste A.R. Monex
L'équipe cycliste A.R Monex est une équipe cycliste saint-marinaise, ayant le statut d'équipe continentale en 2021.

## A.R Monex Pro Cycling Team en 2021[1]
| Cycliste                        | Date de naissance | Nationalité | Équipe 2020 |  |
| ------------------------------- | ----------------- | ----------- | ----------- |  |
| Miguel Arroyo                   | 1er août 2000     | Mexique     |             |  |
| Edgar Cadena                    | 20 août 2000      | Mexique     |             |  |
| Carlos Mier y Teran Chambon     | 26 février 1999   | Mexique     |             |  |
| José Armando Miralrio           | 24 mars 2002      | Mexique     |             |  |
| José Eduardo Miralrio           | 24 mars 2002      | Mexique     |             |  |
| Federico Olei                   | 3 août 1996       | Saint-Marin |             |  |
| Jorge Ramirez Flores            | 16 février 1999   | Mexique     |             |  |
| Andrés Torres                   | 14 juin 2002      | Mexique     |             |  |
| Christopher Hans Torres Ramirez | 28 octobre 2002   | Mexique     |             |  |
| Jorge Valles                    | 27 avril 2001     | Mexique     |             |  |
| Leonardo Zavala                 | 24 octobre 2001   | Mexique     |             |  |